# Piano mesolitorale
Il piano mesolitorale, detto anche zona intertidale, zona intercotidale o regione eulitorale, è la zona del litorale che dipende dalle maree, in quanto è emersa in condizioni di bassa marea e sommersa con l'alta marea. Questa zona è particolarmente sviluppata in ambienti di piana di marea su coste basse e a debole inclinazione, con un'escursione di marea molto ampia, ad esempio su quelle della Bretagna francese.
Gli organismi che vi vivono sono molto adattabili a repentini cambiamenti di temperatura e salinità e hanno evoluto dei sistemi che permettono loro di evitare il disseccamento.
Vi si trovano principalmente organismi animali e pochissimi vegetali. Gli organismi dominanti il sottopiano sono balani, chitoni, piccoli gasteropodi, isopodi, patelle e mitili.

## Galleria d'immagini

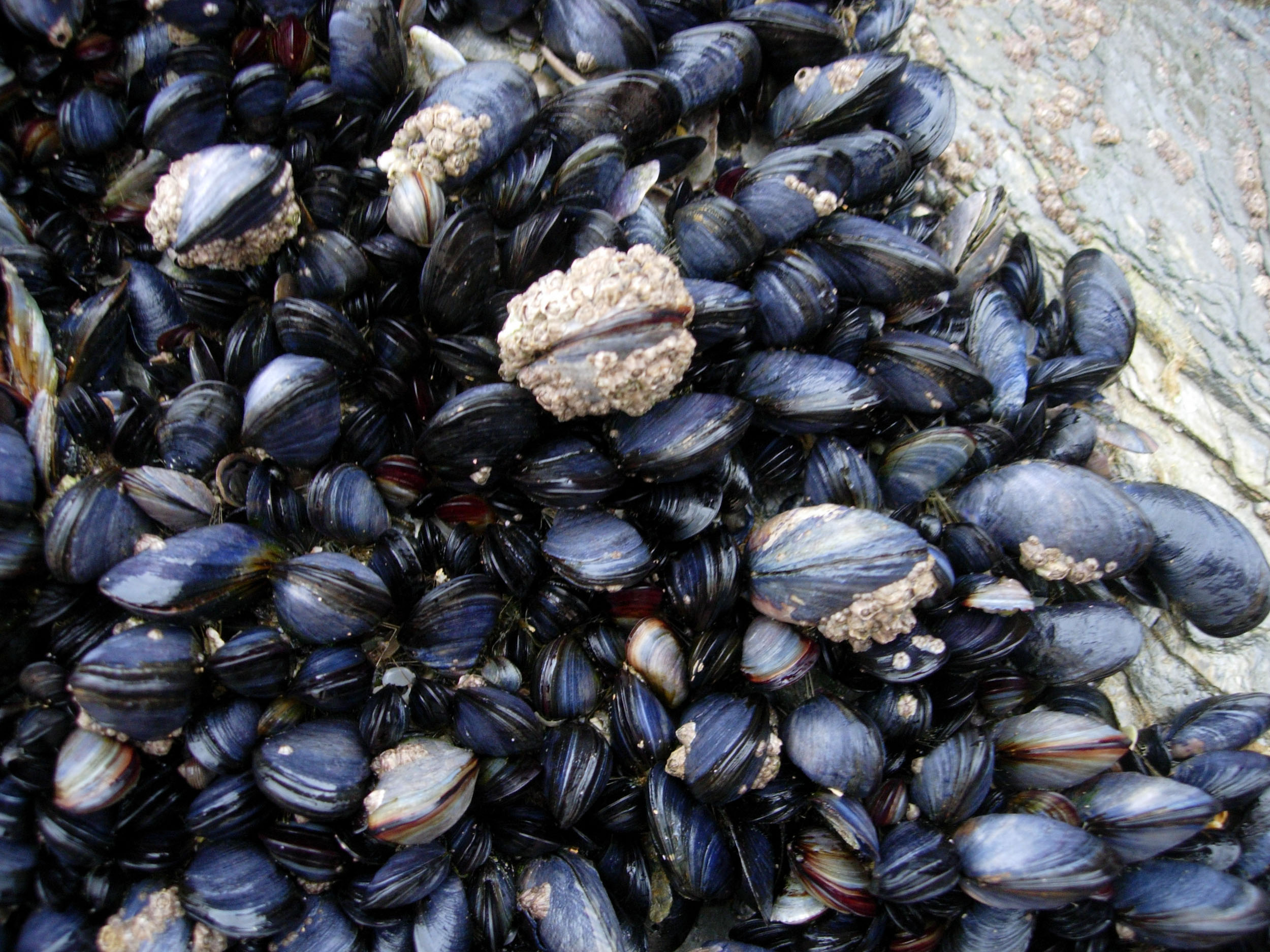
Cozze nella zona intertidale in Cornovaglia, Inghilterra.
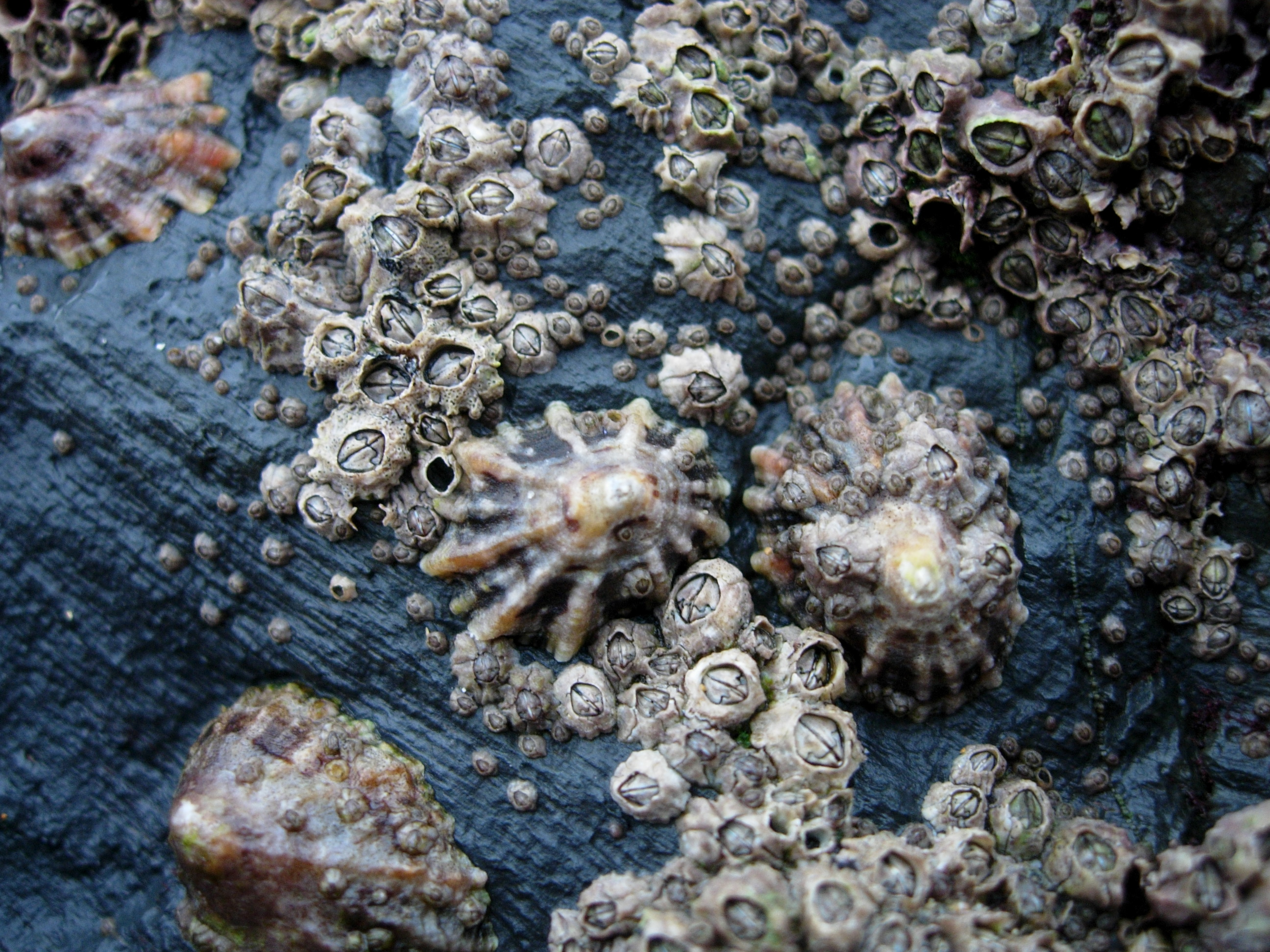
Cirripedi e patelle nella zona intertidale vicino a Newquay, Cornovaglia, Inghilterra.
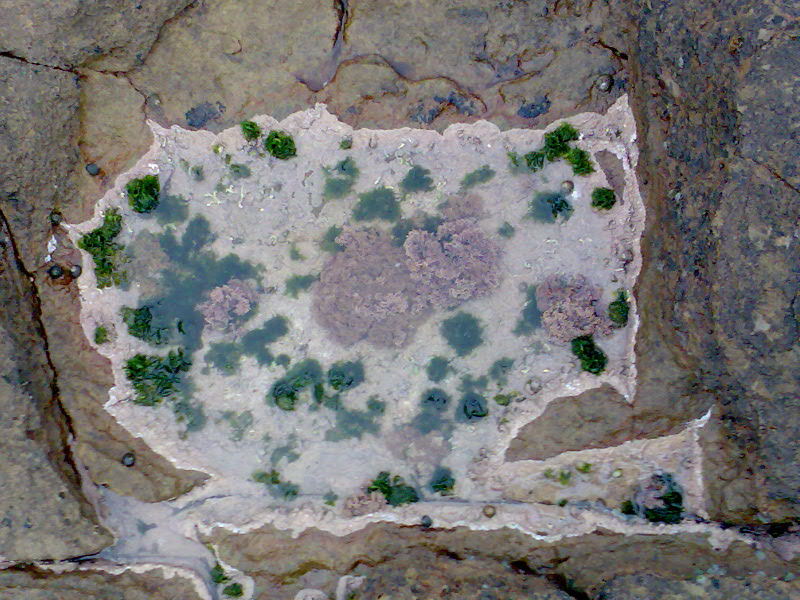
Una pozza di marea nella zona intertidale durante la bassa marea, Sunrise-on-Sea, Sud Africa.
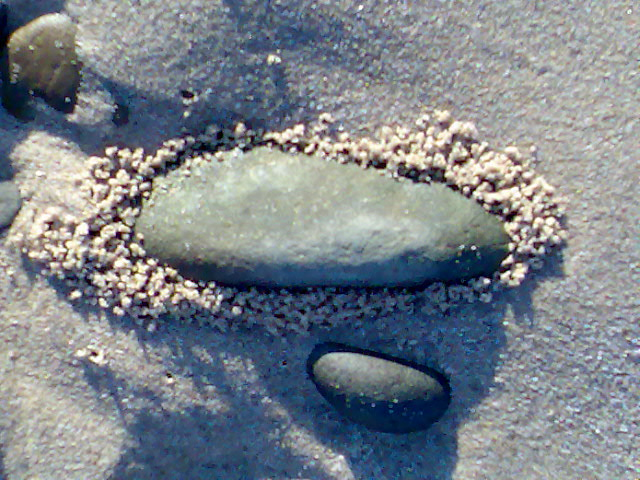
Briciole di sabbia inspiegabili che sembrano essere state depositate attorno alla pietra fuoriuscendo dall'aria.
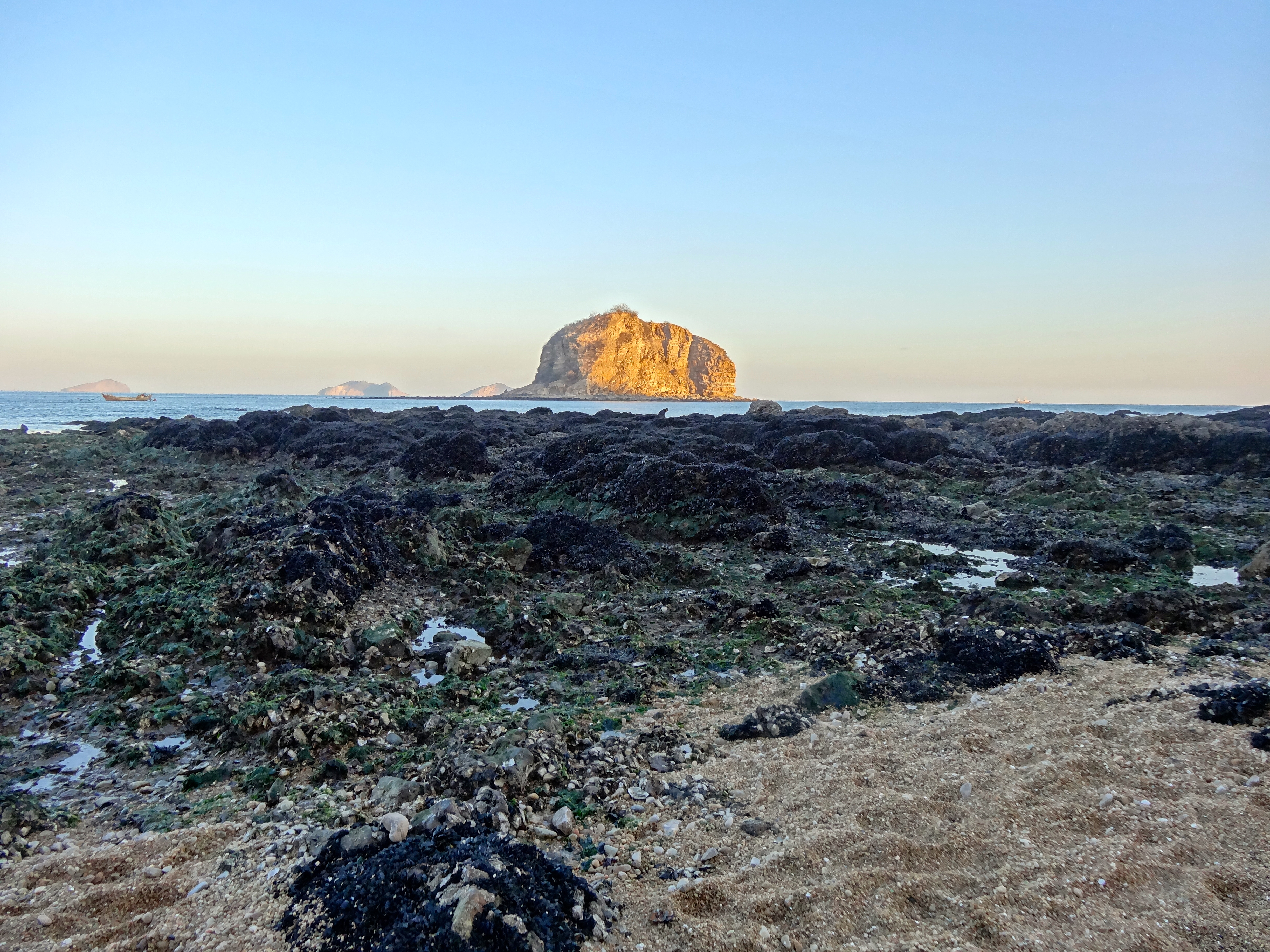
Rocce nella zona intertidale completamente ricoperte da cozze, a Bangchuidao Scenic Area, Dalian, provincia di Liaoning (Cina).
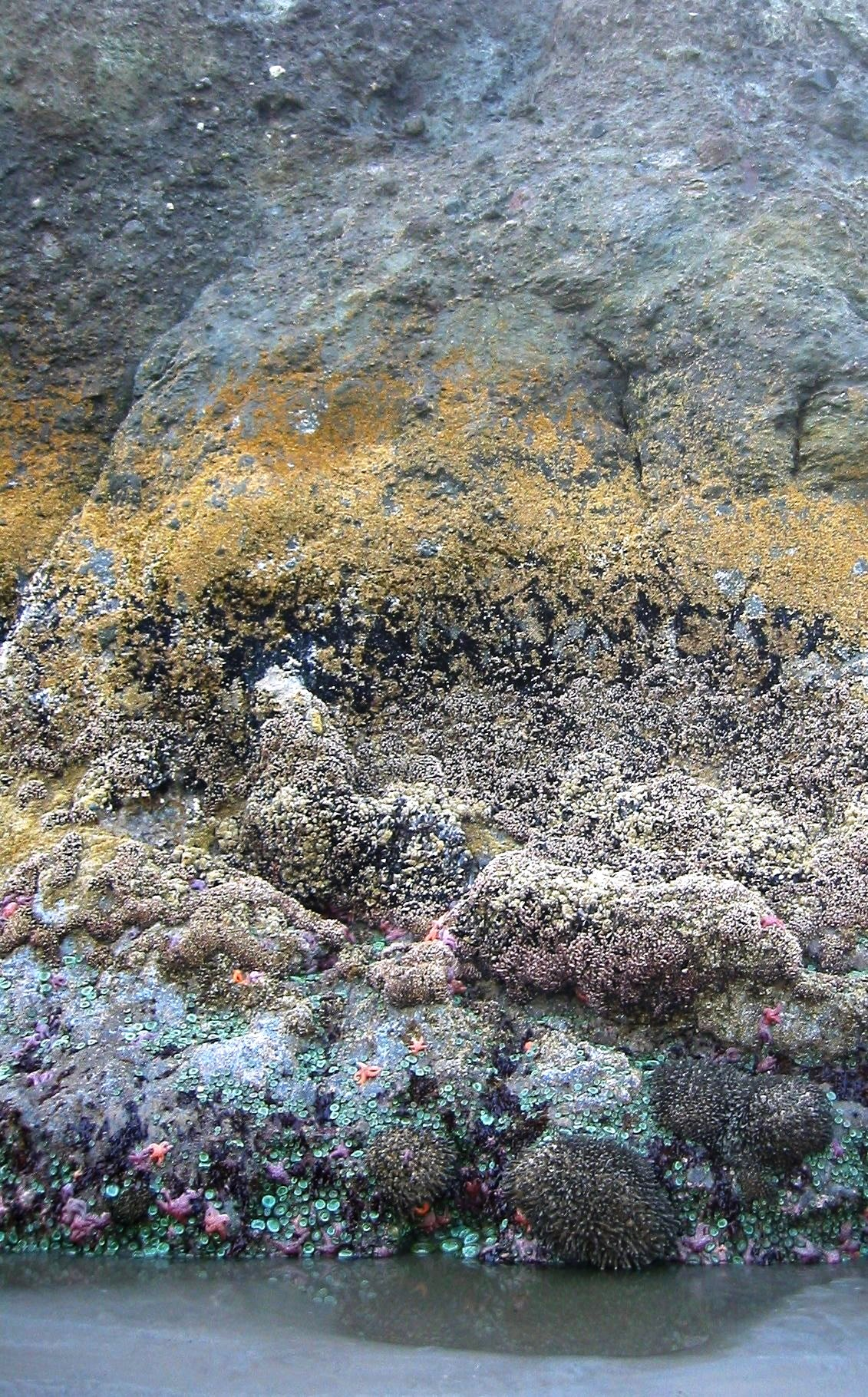
Una roccia, vista con la bassa marea, che mostra la tipica zona intertidale a Kalaloch, Washington, Stati Uniti occidentali.
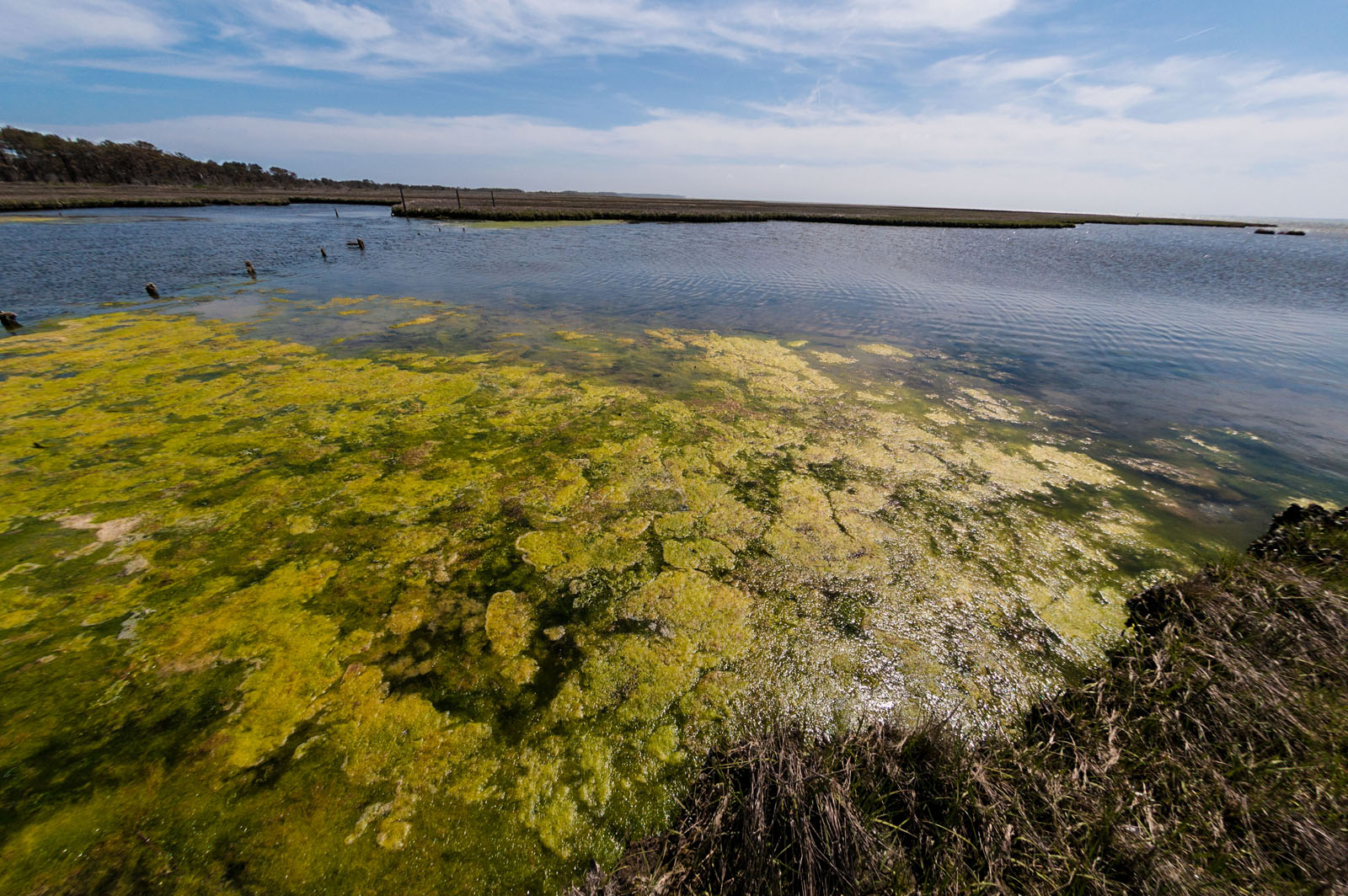
Inquinamento nutrizionale ad Assateague Island National Seashore, nel Maryland